# Elbersreuthermühle
Elbersreuthermühle ist ein Gemeindeteil des Marktes Presseck im Landkreis Kulmbach (Oberfranken, Bayern). Elbersreuthermühle liegt in der Gemarkung Heinersreuth.

## Geografie
Die Einöde liegt im tief eingeschnittenen Tal des Köstenbachs. Die Kreisstraße KU 25 führt den Köstenbach entlang nach Schmölz (2,1 km nordwestlich) bzw. nach Presseck zur Staatsstraße 2195 (1,8 km nördlich).

## Geschichte
Gegen Ende des 18. Jahrhunderts bestand Elbersreuthermühle aus einem Hof mit einer Mahlmühle. Das Hochgericht sowie die Grundherrschaft übte die Herrschaft Wildenstein aus.
Mit dem Gemeindeedikt wurde Elbersreuthermühle dem 1808 gebildeten Steuerdistrikt Heinersreuth und der im selben Jahr gebildeten Ruralgemeinde Heinersreuth zugewiesen. Bei der Vergabe der Hausnummern erhielt Elbersreuthermühle die Nummer 38 des Ortes Elbersreuth. Am 1. Januar 1978 wurde Elbersreuthermühle im Rahmen der Gebietsreform in Bayern in die Gemeinde Presseck eingegliedert. Seit Juni 2021 befindet sich die Elbersreuther Mühle in neuem Privatbesitz.

### Baudenkmal
- Haus Nr. 38: Elbersreuther Mühle

### Einwohnerentwicklung
| Jahr      | 001818 | 001861 | 001871 | 001885 | 001900 | 001925 | 001950 | 001961 | 001970 | 001987 | 002021 |
| Einwohner |        | 12     | 14     | 9      | 12     | 8      | 6      | 0      | 0      | 1      | 2      |
| Häuser    | 2      |        |        | 1      | 1      | 1      | 1      | 1      |        | 1      | 1      |
| Quelle    | [ 6 ]  | [ 10 ] | [ 11 ] | [ 12 ] | [ 13 ] | [ 14 ] | [ 15 ] | [ 16 ] | [ 17 ] | [ 1 ]  |        |

## Religion
Elbersreuthermühle ist seit der Reformation gemischt konfessionell. Die Protestanten sind nach Heilige Dreifaltigkeit (Presseck) gepfarrt, die Katholiken waren ursprünglich nach St. Jakobus der Ältere (Enchenreuth) gepfarrt, seit Mitte des 20. Jahrhunderts ist die Pfarrei St. Petrus Canisius (Presseck) zuständig.